# باول شيبارد
باول شيبارد (بالإنجليزية: Paul Sheppard) هو دراج بريطاني، ولد في 12 يناير 1978 في Newbridge, Caerphilly ‏ في المملكة المتحدة.

## وصلات خارجية
- باول شيبرد على موقع اتحاد ألعاب الكومنولث (مؤرشف) (الإنجليزية)